# Ansia da prestazione
L'ansia da prestazione è un disturbo psicologico che coinvolge il soggetto creando un particolare nervosismo nei momenti che anticipano attività che richiedono o sembrano richiedere una certa performance. Può presentarsi in diverse situazioni, ad esempio sul lavoro, nelle competizioni sportive, in occasione di esami scolastici o nell'attività sessuale.

## Cause

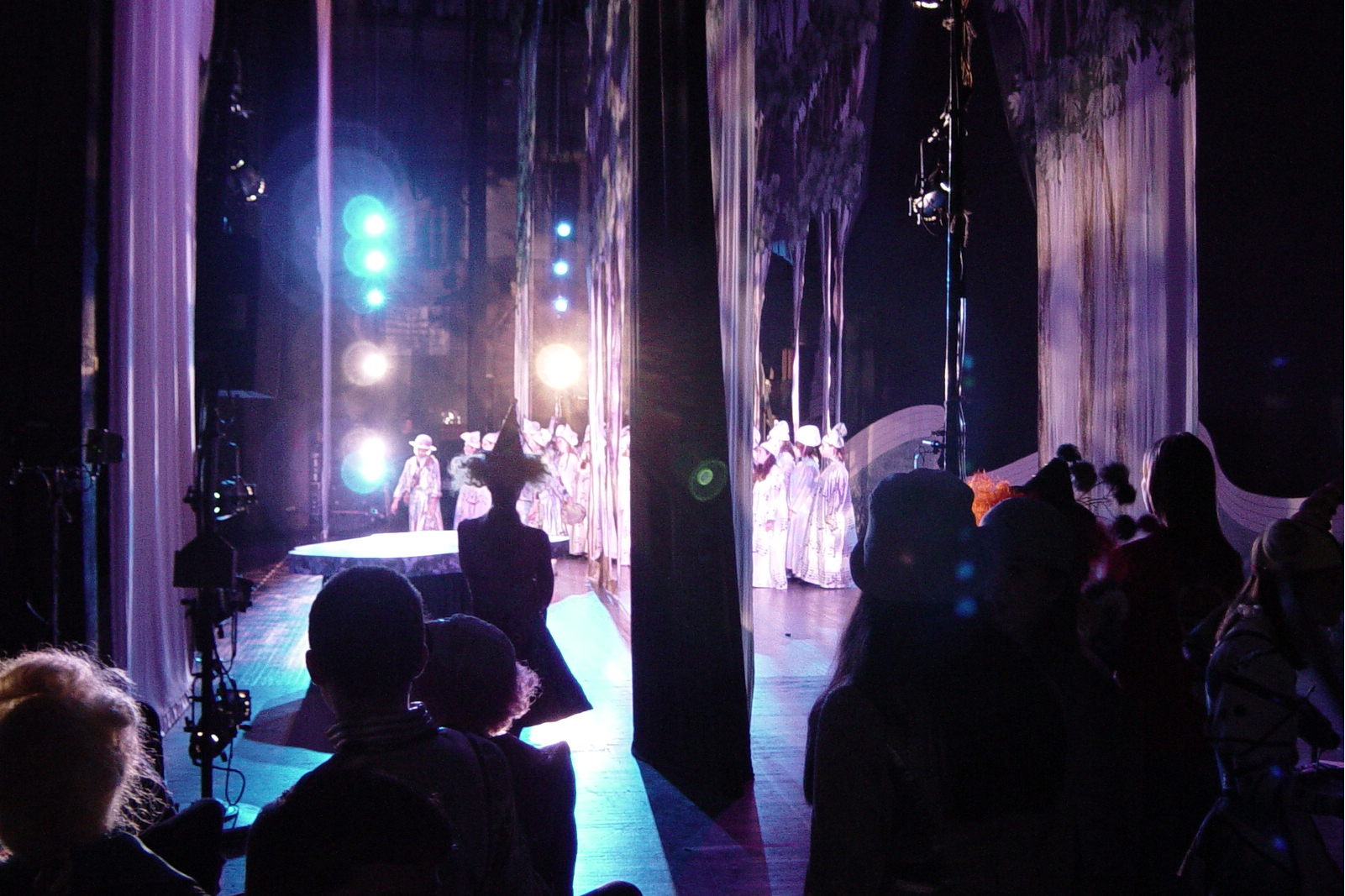
Il punto di vista di un debuttante sul palco di uno spettacolo teatrale giovanile

L'ansia da prestazione è dovuta ad avvenimenti remoti o di un passato recente e che influenzano il presente dell'individuo. Il disturbo è comune in soggetti che legano la propria autostima a riconoscimenti esterni, come ad esempio a volte succede agli studenti con i voti ottenuti. Spesso l'ansia provata durante la prova ne compromette il risultato: può in questo caso instaurarsi un circolo vizioso, nel quale l'ansia causa il peggioramento delle prestazioni e il peggioramento delle prestazioni provoca l'aumento dell'ansia.

## Ansia da prestazione e celebrità
Molti artisti noti soffrono o hanno sofferto di ansia da prestazione, riuscendo però in gran parte dei casi a controllarne gli effetti; tra gli altri si possono ad esempio ricordare Barbra Streisand, David Warner, Amanda Seyfried e DJ SNAKE.
In alcuni casi attori o cantanti hanno dovuto lottare duramente contro la patologia. Hugh Grant disse a proposito del film Scrivimi una canzone che recitò in tutte le scene "pieno di lorazepam."